# Les Islettes
Les Islettes és un municipi francès situat al departament del Mosa i a la regió del Gran Est. L'any 2007 tenia 837 habitants.

## Demografia

### Població
El 2007 la població de fet de Les Islettes era de 837 persones. Hi havia 333 famílies, de les quals 90 eren unipersonals (31 homes vivint sols i 59 dones vivint soles), 102 parelles sense fills, 114 parelles amb fills i 27 famílies monoparentals amb fills.
La població ha evolucionat segons el següent gràfic:
Habitants censats

### Habitatges
El 2007 hi havia 411 habitatges, 343 eren l'habitatge principal de la família, 37 eren segones residències i 32 estaven desocupats. 390 eren cases i 21 eren apartaments. Dels 343 habitatges principals, 243 estaven ocupats pels seus propietaris, 90 estaven llogats i ocupats pels llogaters i 9 estaven cedits a títol gratuït; 4 tenien una cambra, 14 en tenien dues, 49 en tenien tres, 87 en tenien quatre i 188 en tenien cinc o més. 253 habitatges disposaven pel capbaix d'una plaça de pàrquing. A 149 habitatges hi havia un automòbil i a 132 n'hi havia dos o més.

### Piràmide de població
La piràmide de població per edats i sexe el 2009 era:
| Homes | Edats   | Dones |
| ----- | ------- | ----- |
| 0     | 95 o +  | 0     |
| 0     | 90 a 94 | 0     |
| 4     | 85 a 89 | 8     |
| 4     | 80 a 84 | 0     |
| 8     | 75 a 79 | 16    |
| 0     | 70 a 74 | 36    |
| 8     | 65 a 69 | 8     |
| 28    | 60 a 64 | 28    |
| 20    | 55 a 59 | 20    |
| 32    | 50 a 54 | 20    |
| 36    | 45 a 49 | 20    |
| 36    | 40 a 44 | 36    |
| 20    | 35 a 39 | 20    |
| 36    | 30 a 34 | 28    |
| 24    | 25 a 29 | 52    |
| 12    | 20 a 24 | 20    |
| 20    | 15 a 19 | 44    |
| 28    | 10 a 14 | 32    |
| 36    | 5 a 9   | 24    |
| 16    | 0 a 4   | 36    |

## Economia
El 2007 la població en edat de treballar era de 527 persones, 373 eren actives i 154 eren inactives. De les 373 persones actives 306 estaven ocupades (171 homes i 135 dones) i 66 estaven aturades (37 homes i 29 dones). De les 154 persones inactives 61 estaven jubilades, 42 estaven estudiant i 51 estaven classificades com a «altres inactius».

### Ingressos
El 2009 a Les Islettes hi havia 333 unitats fiscals que integraven 804,5 persones, la mediana anual d'ingressos fiscals per persona era de 14.420 €.

### Activitats econòmiques
Dels 31 establiments que hi havia el 2007, 1 era d'una empresa extractiva, 1 d'una empresa alimentària, 5 d'empreses de construcció, 7 d'empreses de comerç i reparació d'automòbils, 4 d'empreses de transport, 1 d'una empresa d'hostatgeria i restauració, 1 d'una empresa d'informació i comunicació, 5 d'empreses immobiliàries, 3 d'empreses de serveis, 1 d'una entitat de l'administració pública i 2 d'empreses classificades com a «altres activitats de serveis».
Dels 9 establiments de servei als particulars que hi havia el 2009, 1 era una oficina de correu, 1 taller de reparació d'automòbils i de material agrícola, 2 guixaires pintors, 1 fusteria, 1 lampisteria, 1 perruqueria, 1 restaurant i 1 agència immobiliària.
Dels 2 establiments comercials que hi havia el 2009, 1 era una botiga de menys de 120 m² i 1 una botiga d'electrodomèstics.
L'any 2000 a Les Islettes hi havia 6 explotacions agrícoles.

## Equipaments sanitaris i escolars
El 2009 hi havia una escola elemental.

## Poblacions més properes
El següent diagrama mostra les poblacions més properes.